# Southend Pier
Southend Pier – molo na Morzu Północnym, w ujściu Tamizy, w angielskim mieście Southend-on-Sea (Essex). Mając długość 2,16 kilometra (1,34 mili) jest najdłuższym molo rekreacyjnym na świecie i symbolem miasta. 

## Historia
Pierwsze drewniane molo w tym miejscu zaprojektowano w 1828 roku. Obiekt o długości 182,88 metra (600 stóp) otwarto w 1830 roku. Budowlę przedłużono do długości 2092,15 metrów w 1846 roku, co uczyniło ją najdłuższą w Europie. Przebudowano ją wówczas na stalową. W sierpniu 1885 roku zaprojektowano wymianę konstrukcji, a w 1888 roku rozpoczęto prace według projektu Jamesa Brunleesa. Molo zostało otwarte 24 sierpnia 1890 roku. Z sumy 80 tysięcy funtów, 10 tysięcy funtów kosztowała linia kolei elektrycznej, biegnąca na molo. Przedłużenie budowli w obecnej, rekordowej na świecie długości otwarto w 1898 roku. 25 lipca 1908 roku otwarto górny poziom przedłużonego pirsu, a następnie ułożono drugi tor linii kolejowej. W 1929 roku dobudowano nabrzeże dla parowca Prince George.
W czasie II wojny światowej molo było użytkowane przez brytyjską Marynarkę Wojenną. Popularność obiektu wzrosła po wojnie. Linia kolejowa w sezonie 1949/1950 przewiozła łącznie 4 713 082 pasażerów, a dodatkowy milion osób przeszedł molo na piechotę. Kryzys nadszedł w 1970 roku, kiedy to obiekt wydzierżawiono.
W lipcu 1976 roku pożar poważnie uszkodził głowicę mola, a koszty naprawy oszacowano na 1,4 miliona funtów. W październiku 1978 roku kolej molowa została zamknięta ze względów bezpieczeństwa. Lokalne władze planowały zamknąć całe molo we wrześniu 1980 roku, ale uzgodniono pakiet ratunkowy z lokalnym przedsiębiorstwem. W listopadzie 1984 roku podjęto prace ratunkowe. W 1986 roku odnowioną budowlę otwarła księżna Anna. W 1989 roku, w pobliżu stacji kolejowej na lądzie otwarto muzeum mola. 7 czerwca 1995 roku uszkodzeniu uległa linia kolejowa, którą w wyniku tego zamknięto i (po remoncie) ponownie uruchomiono (obecnie jest jednotorowa). W 1998 roku, wyremontowano strefę wejściową po pożarze. W początku XXI wieku prowadzono kolejne prace modernizacyjne (między innymi winda, oświetlenie, punkt handlowy, dostęp dla osób z niepełnosprawnościami). W 2005 roku kolejny pożar poważnie zniszczył strefę wejściową. Remont ukończono w 2007 roku. We wrześniu 2009 roku otwarto nową stację kolejową. W 2011 roku w molo uderzyła barka, a w 2012 roku po raz kolejny zamknięto je na czas remontu. W 2022 roku wymieniono tabor kolejowy na nowy.

## Galeria

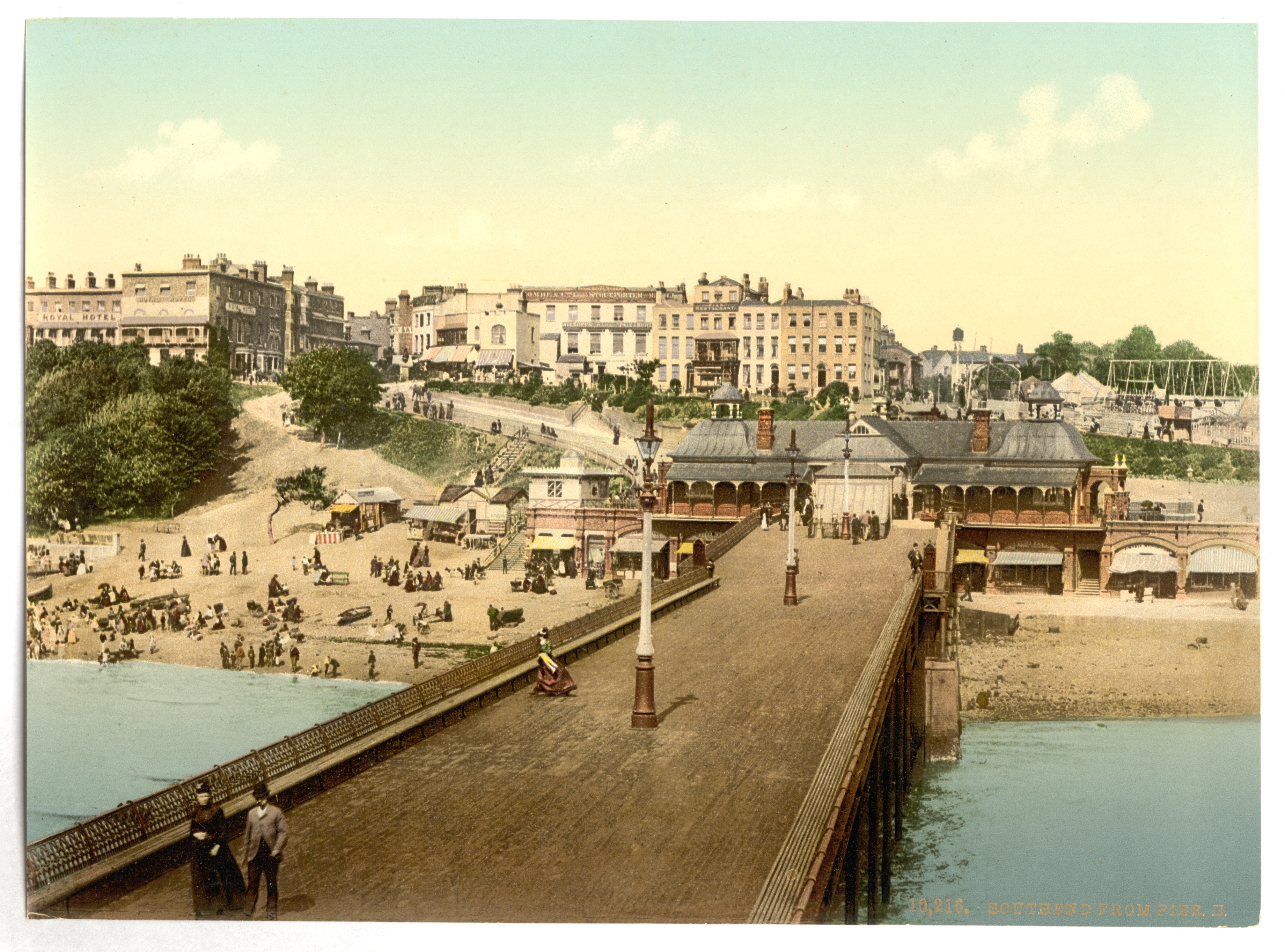
Głowica lądowa przed 1900 rokiem
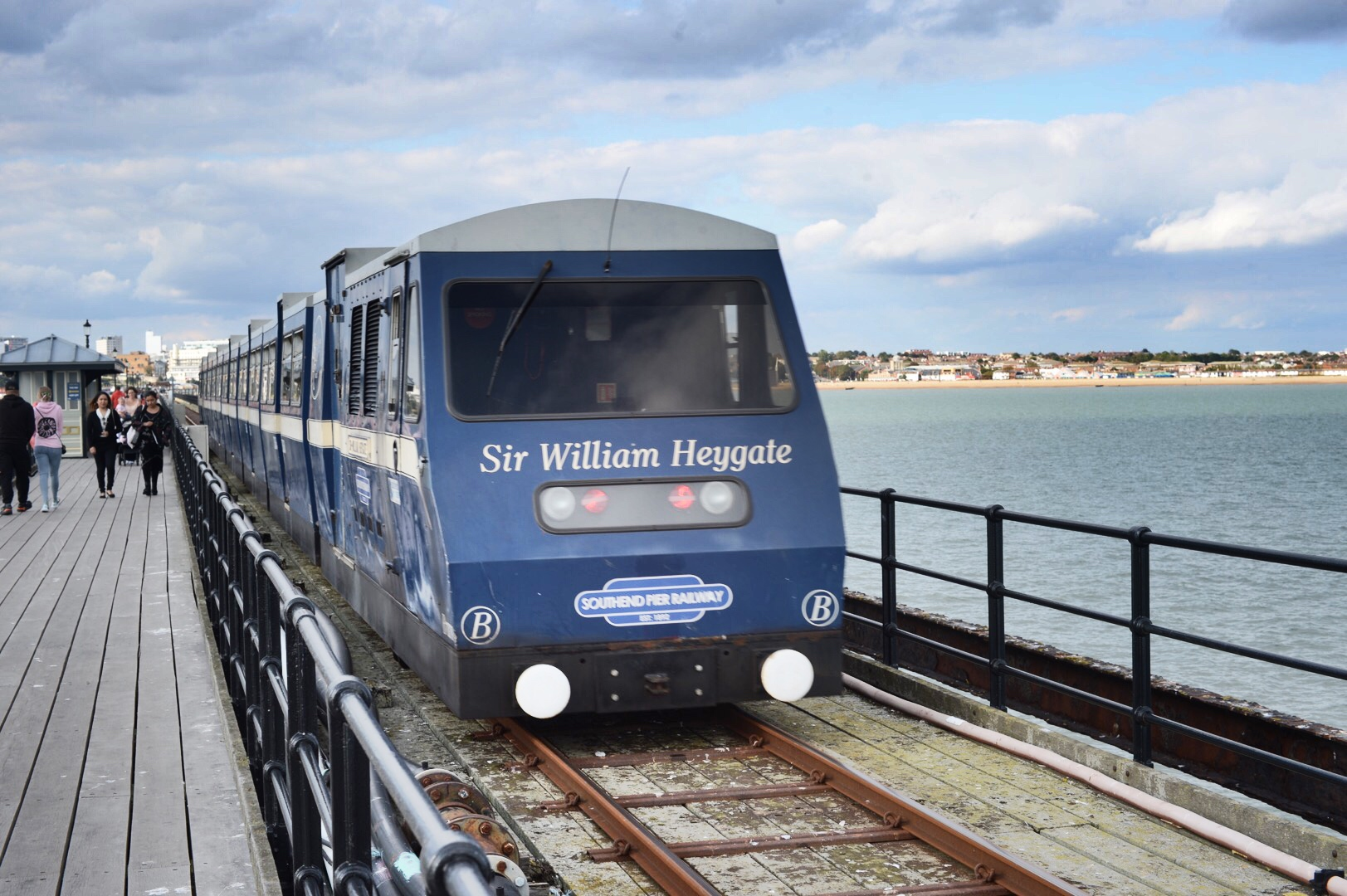
Pociąg w 2020 roku